# Alejandro Selkirk
Het eiland Alejandro Selkirk (vóór 1966 Más Afuera, verder weg in zee genoemd) ligt binnen de Juan Fernández-archipel en in de Zuidelijke Grote Oceaan op ongeveer 800 kilometer van Zuid-Amerika, 180 km van Robinson Crusoe. Het eiland is het grootste en meest westelijk gelegen eiland van de archipel. Het eiland heeft zijn naam te danken aan de Schotse zeevaarder en vrijbuiter  Alexander Selkirk.

## Geschiedenis
Op 22 november 1574 ontdekte de Spaanse ontdekkingsreiziger Juan Fernández het eiland en noemde het Más Afuera. Het eiland was een groot deel van zijn geschiedenis onbewoond. Vanaf 1909 was het een strafkolonie. Tussen 1927 en 1930 waren er 160 politieke gevangenen, daarna werd de strafgevangenis opgeheven. Er is een nederzetting waar (in 2012) 57 mensen verblijven die zich bezighouden met de vangst van kreeften. Het eiland is sinds 1977 onderdeel van een Biosfeerreservaat van UNESCO vanwege de inheemse plant- en diersoorten.

## Flora en fauna
Op het eiland komen een paar diersoorten voor die uniek (endemisch) voor het eiland zijn. Zo leeft er sinds de 17de eeuw een populatie van de juan fernandez-pelsrob (Arctocephalus philippii). In de 19de eeuw leek de populatie uitgeroeid. In 1965 bleken er nog 200 dieren te bestaan en sindsdien groeit de populatie. Een andere eilandendeem is de masafuera-rayadito  (Aphrastura masafuerae) een zangvogel uit de familie van de ovenvogels. Het is een ernstig bedreigde vogelsoort waarvan er nog 70 tot 400 exemplaren rondvliegen.
Het eiland kent een gevarieerde vegetatie die typisch is voor zowel het  Antarctische zone als het Neotropisch gebied. Er zijn endemische soorten uit onder ander de plantenfamilie van de Lactoridaceae.

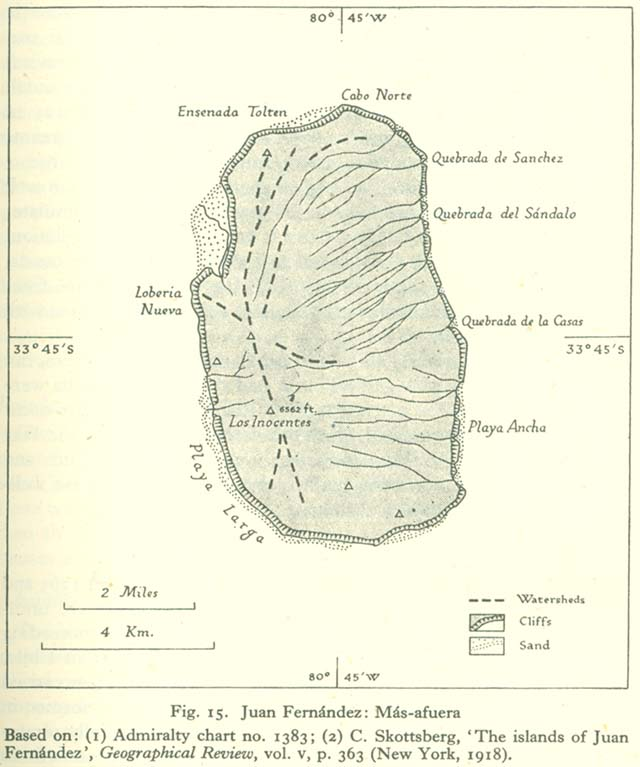
Kaart van Alejandro Selkirk.
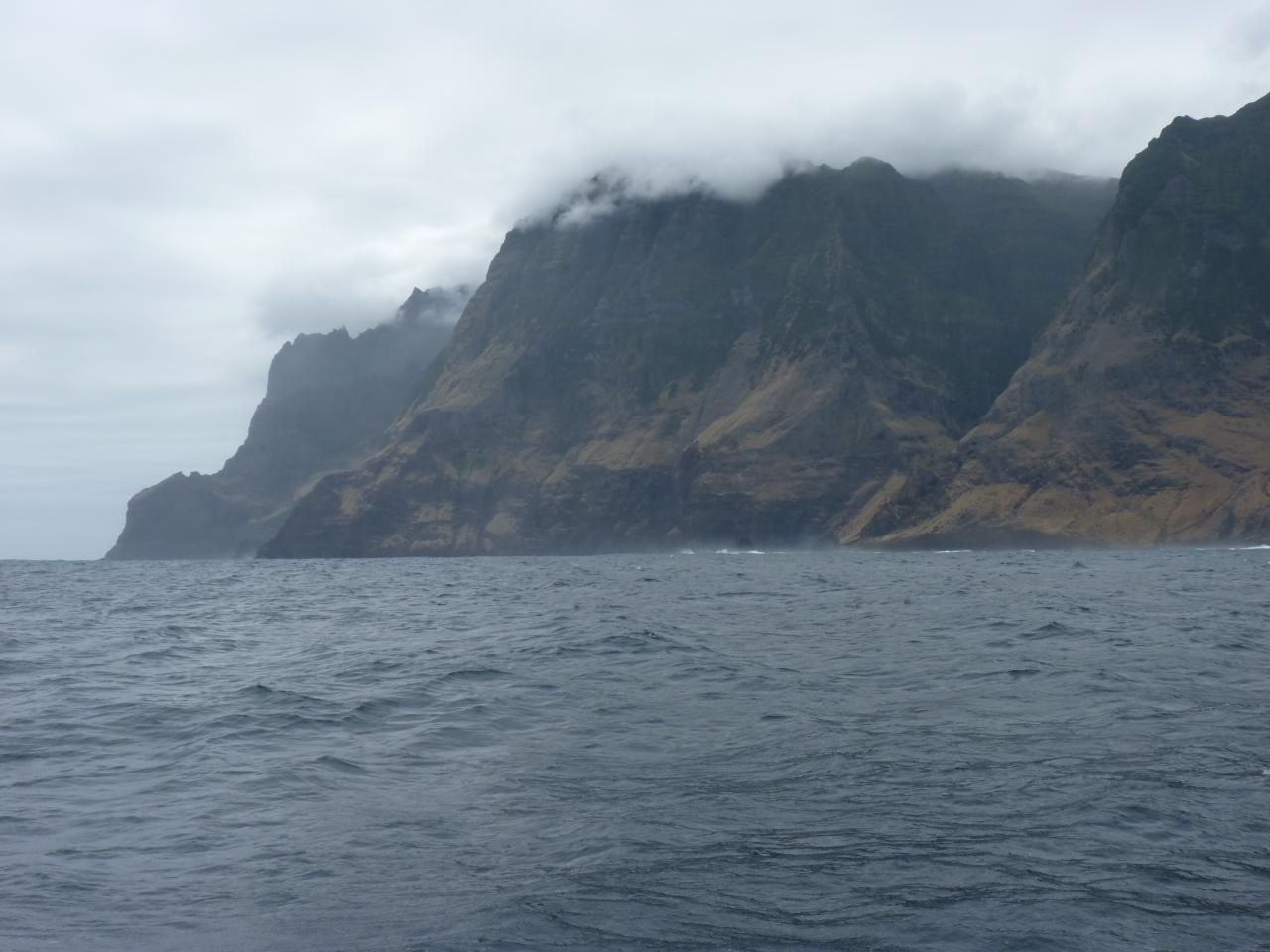
Gezicht op Alejandro Selkirk